# ジャクソン・ラットリッジ
- ジャクソン・ラトリッジ
- ジャクソン・ラットレッジ
- ジャクソン・ラトレッジ

ジャクソン・クリスチャン・ラットリッジ（Jackson Christian Rutledge, 1999年4月1日 - ）は、アメリカ合衆国ミズーリ州セントルイス郡フェントン出身のプロ野球選手（投手）。右投右打。MLBのワシントン・ナショナルズ所属。
メディアによっては「ラトリッジ」などと表記されることもある。

## 経歴
2019年のMLBドラフト1巡目（全体17位）でワシントン・ナショナルズから指名され、6月19日に契約を結んでプロ入り。契約後、傘下のルーキー級ガルフ・コーストリーグ・ナショナルズでプロデビュー。A-級オーバーン・ダブルデイズとA級ヘイガーズタウン・サンズでもプレーし、3チーム合計で10試合に先発登板して2勝0敗、防御率3.13、39奪三振を記録した。
2020年はCOVID-19の影響でマイナーリーグの全試合が中止されたため、公式戦への登板は無かった。
2021年2月17日にメジャーのスプリングトレーニングに招待選手として参加することになった。シーズンではルーキー級フロリダ・コンプレックスリーグ・ナショナルズ、A級フレデリックスバーグ・ナショナルズ、A+級ウィルミントン・ブルーロックスでプレーし、3チーム合計で13試合に先発登板して1勝6敗、防御率7.68、41奪三振を記録した。オフにはアリゾナ・フォールリーグに参加し、サプライズ・サグアロスに所属した。
2022年3月14日にメジャーのスプリングトレーニングに招待選手として参加することになった。シーズンではA級フレデリックスバーグでプレーし、20試合に先発登板して8勝6敗、防御率4.90、99奪三振を記録した。オフの11月15日にルール・ファイブ・ドラフトでの流出を防ぐために40人枠入りした。
2023年、マイナーではAA級ハリスバーグ・セネターズとAAA級ロチェスター・レッドウイングスでプレーし、2チーム合計では23試合に先発登板して8勝4敗、防御率3.71、106奪三振を記録した。9月13日にメジャー初昇格を果たし、同日のピッツバーグ・パイレーツ戦でメジャーデビュー（3.2回を7失点で敗戦投手）。この年メジャーでは4試合に先発登板して1勝1敗、防御率6.75、12奪三振を記録した。

## 投球スタイル
長身から投げ下ろす最速160km/h超のフォーシームに、スライダー、カーブ 、チェンジアップを交えて投げる。課題の制球も改善してきている。

## 詳細情報

### 年度別投手成績
| 年 度    | 球 団    | 登 板 | 先 発 | 完 投 | 完 封 | 無 四 球 | 勝 利 | 敗 戦 | セ 丨 ブ | ホ 丨 ル ド | 勝 率 | 打 者 | 投 球 回 | 被 安 打 | 被 本 塁 打 | 与 四 球 | 敬 遠 | 与 死 球 | 奪 三 振 | 暴 投 | ボ 丨 ク | 失 点 | 自 責 点 | 防 御 率 | W H I P |
| -------- | -------- | ----- | ----- | ----- | ----- | -------- | ----- | ----- | -------- | ----------- | ----- | ----- | -------- | -------- | ----------- | -------- | ----- | -------- | -------- | ----- | -------- | ----- | -------- | -------- | ------- |
| 2023     | WSH      | 4     | 4     | 0     | 0     | 0        | 1     | 1     | 0        | 0           | .500  | 88    | 20.0     | 24       | 4           | 6        | 0     | 2        | 12       | 1     | 0        | 15    | 15       | 6.75     | 1.50    |
| MLB：1年 | MLB：1年 | 4     | 4     | 0     | 0     | 0        | 1     | 1     | 0        | 0           | .500  | 88    | 20.0     | 24       | 4           | 6        | 0     | 2        | 12       | 1     | 0        | 15    | 15       | 6.75     | 1.50    |

- 2023年度シーズン終了時

### 年度別守備成績
| 年 度 | 球 団 | 投手（P） | 投手（P） | 投手（P） | 投手（P） | 投手（P） | 投手（P） |
| 年 度 | 球 団 | 試 合     | 刺 殺     | 補 殺     | 失 策     | 併 殺     | 守 備 率  |
| ----- | ----- | --------- | --------- | --------- | --------- | --------- | --------- |
| 2023  | WSH   | 4         | 2         | 1         | 0         | 1         | 1.000     |
| MLB   | MLB   | 4         | 2         | 1         | 0         | 1         | 1.000     |

- 2023年度シーズン終了時